# Dolnje Prapreče
Dolnje Prapreče je naselje u slovenskoj Općini Trebnju. Dolnje Prapreče se nalazi u pokrajini Dolenjskoj i statističkoj regiji Jugoistočnoj Sloveniji. 

## Stanovništvo
Prema popisu stanovništva iz 2002. godine naselje je imalo 67 stanovnika.